# Gnamptonychia flavicollis
Gnamptonychia flavicollis är en fjärilsart som beskrevs av Druce 1885. Gnamptonychia flavicollis ingår i släktet Gnamptonychia och familjen björnspinnare. Inga underarter finns listade i Catalogue of Life.